# Мурамозеро
Мурамо́зеро (Муромозеро, Мурам-озеро, Мурмо, Муром) — пресноводное озеро на территории Амбарнского сельского поселения Лоухского района Республики Карелии.

## Общие сведения
Площадь озера — 15,2 км², площадь водосборного бассейна — 2150 км². Располагается на высоте 66,2 метров над уровнем моря.
Форма озера лопастная, продолговатая: оно более чем на тринадцать километров вытянуто с запада на восток. Берега изрезанные, каменисто-песчаные, преимущественно возвышенные, местами заболоченные.
Через озеро протекает река Воньга, впадающая в Белое море.
В залив в западной оконечности Мурамозера впадает река Сенная, несущая воды озёр Сенной Ламбины, Моисеевой Ламбины и Вангозера.
В озере более трёх десятков безымянных островов различной площади, однако их количество может варьироваться в зависимости от уровня воды.
Населённые пункты и автодороги вблизи водоёма отсутствуют.
Код объекта в государственном водном реестре — 02020000711102000003566.